# Синклер (Вайоминг)
Синклер (англ. Sinclair, Wyoming) — город, расположенный в округе Карбон (штат Вайоминг, США) с населением в 423 человека по статистическим данным переписи 2000 года.
Первоначально город носил имя Парко (англ. Parco) по названию крупной нефтяной компании «Producers & Refiners Corporation» (сокращённо — PARCO), которая основала населённый пункт и построила в нём нефтеперегонный завод. В ходе Великой депрессии компания была поглощена другой нефтеперерабатывающей корпорацией Sinclair Consolidated Oil Corporation, а название города было изменено сообразно новому владельцу расположенного в его центре нефтеперегонного завода.

## География
По данным Бюро переписи населения США город Синклер имеет общую площадь в 6,22 квадратных километров, водных ресурсов в черте населённого пункта не имеется.
Город Синклер расположен на высоте 2008 метров над уровнем моря.

## Демография
По данным переписи населения 2000 года в Синклере проживало 423 человека, 115 семей, насчитывалось 168 домашних хозяйств и 211 жилых домов. Средняя плотность населения составляла около 67,2 человека на один квадратный километр. Расовый состав Синклера по данным переписи распределился следующим образом: 96,22 % белых, 1,42 % — коренных американцев, 0,95 % — представителей смешанных рас, 0,95 % — других народностей. Испаноговорящие составили 2,60 % от всех жителей города.
Из 168 домашних хозяйств в 34,5 % — воспитывали детей в возрасте до 18 лет, 56,0 % представляли собой совместно проживающие супружеские пары, в 7,7 % семей женщины проживали без мужей, 31,0 % не имели семей. 27,4 % от общего числа семей на момент переписи жили самостоятельно, при этом 13,7 % составили одинокие пожилые люди в возрасте 65 лет и старше. Средний размер домашнего хозяйства составил 2,52 человек, а средний размер семьи — 3,02 человек.
Население города по возрастному диапазону по данным переписи 2000 года распределилось следующим образом: 27,2 % — жители младше 18 лет, 6,1 % — между 18 и 24 годами, 26,0 % — от 25 до 44 лет, 27,9 % — от 45 до 64 лет и 12,8 % — в возрасте 65 лет и старше. Средний возраст жителей составил 41 год. На каждые 100 женщин в Синклере приходилось 97,7 мужчин, при этом на каждые сто женщин 18 лет и старше приходилось 102,6 мужчин также старше 18 лет.
Средний доход на одно домашнее хозяйство в городе составил 48 214 долларов США, а средний доход на одну семью — 54 688 долларов. При этом мужчины имели средний доход в 36 875 долларов США в год против 26 250 долларов среднегодового дохода у женщин. Доход на душу населения в городе составил 22 384 доллара в год. 1,7 % от всего числа семей в округе и 4,7 % от всей численности населения находилось на момент переписи населения за чертой бедности, при этом 6,1 % из них были моложе 18 лет.